# 277

## Esdeveniments
- Imperi Romà: L'emperador Marc Aureli Probe allibera la Gàl·lia, fent retrocedir els alamans més enllà del riu Rin. Amb Pèrsia signa un tractat de pau.

## Necrològiques
- Gundeshapur (Pèrsia): Mani, profeta fundador del maniqueisme, executat.